# La Palma (miniserie)
La Palma es una miniserie noruega de cuatro episodios disponible en Netflix basada en la hipótesis de que una erupción pueda desencadenar un tsunami de grandes dimensiones en la isla de La Palma, Canarias, España.
Narra la historia de una familia noruega que se encuentra de vacaciones en la isla canaria durante la Navidad. Su estancia se ve interrumpida cuando una investigadora descubre señales alarmantes de una inminente erupción volcánica en el volcán Cumbre Vieja, lo que desencadena una serie de eventos catastróficos que ponen en peligro a los habitantes y turistas de la isla.
La serie, creada por Martin Sundland, Lars Gudmestad y Harald Rosenløw-Eeg, se inspira en la erupción real del volcán Cumbre Vieja ocurrida en 2021. Aunque toma elementos de este evento, la trama introduce situaciones ficticias, como la amenaza de un megatsunami, para intensificar el drama y el suspenso.
Se filmó principalmente en la isla de La Palma, así como en Tenerife. Para el rodaje se utilizaron más de 1000 extras locales y 300 técnicos de la región. La mayoría de los personajes habla en idioma noruego, aunque también algunos hablan en español.
Es probable que se anuncie una segunda temporada dado su rotundo éxito en más de 80 países.

## Reparto y personajes
| Actor                      | Personaje |
| -------------------------- | --------- |
| Anders Baasmo Christiansen | Fredrik   |
| Ingrid Bolsø Berdal        | Jennifer  |
| Alma Günther               | Sara      |
| Thea Sofie Loch Næss       | Marie     |
| Bernard Storm Lager        | Tobias    |
| Ólafur Darri Ólafsson      | Haukur    |
| Jorge de Juan              | Álvaro    |
| Ruth Lecuona               | Anna      |
| Armand Harboe              | Erik      |
| Jenny Evensen              | Charlie   |
| Iselin Shumba Skjæveslandn | Karin     |
| Thorbjørn Harr             | Jens      |

## Críticas
La miniserie ha generado críticas, especialmente en España, y más concretamente en Canarias. Se ha señalado la falta de veracidad en la representación de los hechos, especialmente en lo que respecta a la argumentación científica, la erupción y el megatsunami, que ha sido objeto de debate.
Los espectadores han criticado la perspectiva turística de la historia, al narrar los hechos desde el punto de vista de unos turistas noruegos, relegando la perspectiva local a papeles secundarios o de figurantes.
Asimismo, se ha criticado la historia de la hija adolescente de la familia, cuyos giros de guion han sido descritos por algunos como absurdos.